# 謝獻臣
謝獻臣（1924年5月10日—2000年4月25日），臺灣彰化縣花壇鄉白沙村人，公共衛生學家，主要貢獻於寄生蟲病研究與高雄醫學院，被譽為「台灣寄生蟲學之父」，第十屆醫療奉獻獎特殊貢獻獎得主。

## 生平

### 投入防疫
謝獻臣出身花壇鄉的望族，1924年5月10日生，在白沙村的家宅還是當時花壇唯一仿日式的別墅。
謝獻臣考入臺北帝國大學預科，後再讀臺北帝國大學醫學部，受森下薰教授鼓勵當地人研究本土寄生蟲病影響，不去當醫生賺錢，返回母校作寄生蟲學科助教。此舉遭到父親極力反對、親戚冷嘲熱諷只會抓蚊子、糞口蟲。
戰後，美國洛克斐勒基金會在屏東縣潮州鎮成立瘧疾研究所。1952年，臺灣開始實行四年撲瘧計劃，由謝獻臣任瘧疾研究所防瘧組長。因他防瘧的貢獻日後得到省衛生處撲滅瘧蚊成功貢獻獎、瘧疾根除二十五周年紀念獎。他對友人透露，自己一生中最得意的兩件事，就是參與全島瘧疾防治及前進西非研究熱帶醫學，印證學醫不一定要開業，滅蚊也可救人，父親最後也肯定了他當初的堅持。
謝獻臣還取得了日本鹿兒島醫科大學博士。

### 非洲期間
臺灣根除瘧疾成功後，1966年，瘧疾研究所所長莊徵華等十二人被世界衛生組織延攬為顧問，協助其他落後地區推行瘧疾防治。謝獻臣出任世衛寄生蟲及醫學顧問後，至非洲即停留九年，當時非洲蝸牛熱、河川盲、睡眠病、黃熱病等傳染病盛行，來此為臺灣派駐非洲的農耕隊驅蟲。如1954年加彭的農耕隊員遭紅蒼蠅寄生蟲寄生，就是由在賴比瑞亞的謝獻臣醫治。
謝獻臣為研究寄生蟲的生命期，還曾將十多條鉤蟲的幼蟲放在手背，經由皮膚感染，讓幼蟲沿著血流進入心、肺、氣管、喉嚨，再經食道、胃，最後寄生在腸子裡，終而得出寄生鉤蟲最長壽命為五年的答案。後來他還把自己手背皮膚發病的照片放在醫科教科書中。
這段時間謝獻臣也結識了史懷哲。

### 高醫期間
1957年8月，謝獻臣到高雄醫學院任職。當時，他是受院長杜聰明之邀作寄生蟲學科的教學。
戰後初期，台灣小販會將非洲大蝸牛熱炒來賣，由於味道不錯，嗜食的人頗不乏人。1959年4月，世界衛生組織在日本東京召開的「人畜共同傳染病研討會」，謝獻臣發表原在老鼠寄生的廣東住血線蟲會經由此蝸牛傳染，路徑是在採拾、搗碎蝸牛殼來烹調時，幼虫會藉由肉漿四濺等方式染污手指、衣物或食具上，進而從口腔進入感染。
1963年6月1日，高雄醫學院董事會上，以十票贊成一票棄權，董事長陳啟川當場解職缺席的杜聰明的院長職務，由謝獻臣暫代院務。
1971年1月，經由虎尾鎮天主教若瑟醫院主治醫師蔡伯遜通報，謝獻臣和高醫副教授陳學霖調查，發現是廣東住血線蟲經由蝸牛傳染，再轉往梅山鄉追蹤病源。
1973年，謝獻臣接任高醫院長時，是臺灣各大學院校裡最年輕的校長，還親自填高醫校歌詞。當時學校採一年一聘制，他一次不予續聘及准予辭職的教師達四十餘人，帶來不小的震撼。高醫的待遇不高，謝院長不反對醫師晚上自行開業或在外兼業賺錢，但基本條件是不得影響醫院的業務及醫學院的教學工作，且不能懸掛「高醫」的招牌。一次，與醫生鄭丞傑同屆的學生偷罵，院長只會抓寄生蟲，當然賺不了大錢。中興醫院藥師洪久美表示，公公常到教室或醫院診間突檢，看那位老師或醫師未準時上課、就診，晚上路經教師研究室若看到有燈光亮著，必定趨前向埋首做研究的老師噓寒問暖打氣。
謝獻臣在高醫圖書館增加了社會人文科學的新書，讓學生多閱讀增加使命感，並鼓勵學生參加醫療服務隊、幼幼社等社會服務的社團，以培養仁愛精神，建立正常人際關係的能力。學生李建廷就是受其影響，投入偏僻的屏東縣高樹鄉衛生所，日後得到第二屆醫療奉獻獎。在學生眼中，院長體形高大，不苟言笑，還回去教室抓學生作弊，所以大家都很敬畏，不過當年在學時熱中學生運動，遭記過處分的陳永興說不會怨恨院長當年在戒嚴體制下的處置。一次陽明醫學院院長韓偉出席行政院科技顧問會議時，痛批當前當前醫學教育，一一點名各醫院問題，唯獨對謝獻臣主管的高雄醫學院只有稱讚。
謝獻臣剛接任時，立即面臨校地內尚有卡在三七五減租條例中的廣大佃農耕地難以收回的困難，因創校已近二十年、周遭土地因高醫地價大為提高，談判不易。當時學校規模有如小學，僅醫學、藥學、牙醫及護理四系。因此1979年，高醫與高雄陳家和興公司用交換地來解決，教學設備及校園建築年年擴充增建，陸續擴增八學系、五碩士班與三博士班、三個校級研究中心，主導興建的校園大樓中，就有命名為「自強大樓、勵學大樓、濟世大樓」等。
謝獻臣陸續增加熱帶醫學等研究中心，是因應南臺灣特殊的醫療環境，如1982年高醫開辦臺灣第一個寄生蟲特別門診。其門生黃高彬解釋，南台灣寄生蟲病很多，尤其美濃居民的中華肝吸蟲盛行率曾高達九成，他們經常包遊覽車到高醫就診，後來高醫調查發現，原來美濃人外燴，常供應淡水生魚片，而魚池就緊臨會有糞便汙染的豬舍。
1988年， 謝獻臣獲選為美國熱帶醫學及衛生學會名譽會員。
1991年7月1日，謝獻臣院長職務交棒給蔡瑞熊。當時高醫已增加到二十多個系所、一年有二十五億預算。
1992年6月28日，陳建仁、謝獻臣榮獲財團法人聯合醫學基金會所設立的年度醫學貢獻獎暨醫學論文獎。謝教授一生發表了一百廿五篇的論文，譽為「台灣寄生蟲醫學之父」、「台灣寄生蟲學之父」。

### 北醫期間
謝獻臣從高醫退休不久，旋即應教育部之託，接管台北醫學院董事會，整頓當時鬧得滿城風雨的北醫校務。當時台北醫學院董事會迭生重大糾紛，多次召開會議均未能依法產生第九屆董事，且該校部分董事、學生、校友不斷陳情、請願，教育部於1992年4月6日依《私立學校法》第30條規定解除北醫全體董事職務。同年7月9日，教育部常務次長楊朝祥召開北醫第九屆董事會成立大會，推選謝獻臣擔任第九屆董事會董事長。後來，他任內時達成由北醫接管萬芳醫院，替北醫學生爭取到公立醫院缺額。
1995年11月24日，謝獻臣妻子鄭桂梧病逝於北醫附設醫院，遵其遺願，將遺體進行病理解剖研究。兩人是表兄妹關係，育有五男，都在醫藥界服務。
2000年2月29日，謝獻臣突發中風，住進台大醫院治療，加上高血壓、糖尿病纏身、抵抗力差，併發感染、腎衰竭，接受洗腎治療。當得到第十屆醫療特殊奉獻獎喜訊傳到病房，他插著鼻胃管，無法言語。離頒獎前幾天時，4月25日下午病逝台大醫院。